# Dáka
Dáka es un pueblo ubicado en el distrito de Pápa, en el condado de Veszprém, Hungría.

## Superficie
Posee una superficie de 25,40 kilómetros cuadrados.

## Demografía
Hasta 2019 la población era de 621 habitantes, con una densidad de población de 24,45 habitantes por kilómetro cuadrado.